# 布羅馬
布羅馬（瑞典語：Bromma，瑞典語發音：[ˈbrɔ̂mːa]）是瑞典首都斯德哥爾摩的一個區，位於斯德哥爾摩的西部。斯德哥尔摩布罗马机场位於布羅馬。